# Hemiphractus
Hemiphractus es un género de anfibios anuros con distribución en Panamá, Colombia, Ecuador, Brasil, Perú y Bolivia. Es uno de los cinco géneros dentro de la familia Hemiphractidae, estando conformado por 6 especies predominantemente terrestres. Su dieta consiste en otros anuros, reptiles y artrópodos. Presentan odontoides (característica compartida únicamente con especies del género Gastrotheca) en su mandíbula.

## Especies
Se reconocen las siguientes según ASW:
- Hemiphractus bubalus (Jiménez de la Espada, 1870)
- Hemiphractus fasciatus Peters, 1862
- Hemiphractus helioi Sheil and Mendelson, 2001
- Hemiphractus johnsoni (Noble, 1917)
- Hemiphractus proboscideus (Jiménez de la Espada, 1870)
- Hemiphractus scutatus (Spix, 1824)